# Canon de 28 cm SK L/45
Le canon de 28 cm SK L/45 est un canon naval allemand de calibre 28 cm utilisé durant la Première et la Seconde Guerre mondiale.

## Conception
La conception du canon de 28 cm SK L/45 débute en 1901. Il dispose d'une distance de recul de 86 cm, et les obus perforants ont un poids de 304 kilos. Le canon a une durée de vie de 260 coups à pleine charge. 65 exemplaires sont produits; ils sont installés sur les cuirassés de la classe Nassau et sur le croiseur de bataille SMS Von der Tann. L’élévation se règle grâce à un système électrique et mécanique, et les canons d'une même tourelle peuvent être synchronisés. L'opération de chargement s'effectue elle manuellement.
Les tourelles disposent d'un blindage de 28 centimètres à l'avant, de 22 centimètres sur les côtés, de 26 centimètres à l'arrière et de 6  à   9 centimètres sur le toit, sauf pour le Von der Tann, qui dispose de 23, 18 et 23 centimètres respectivement. Les tourelles des navires de la classe Nassau ont une élévation maximale de 20° et une dépression de 6°. Avec un angle de 13.5°, la portée du canon de 28 cm SK L/45 est de 18 000 m, et elle est de 40 930 m à 40°.

## Utilisation
Monté sur les cuirassés Nassau, Posen, Rheinland, Westfalen et sur le croiseur de bataille Von der Tann, le canon de 28 cm SK L/45 est l'arme qui permet à ce dernier de couler le HMS Indefatigable lors de la bataille du Jutland en 1916.
Ces canons seront ensuite démontés pour certains, et serviront d'artillerie côtière durant la Seconde Guerre mondiale.